# All-Ireland Senior Football Championship 1923
L'All-Ireland Senior Football Championship 1923 fu l'edizione numero 37 del principale torneo di calcio gaelico irlandese. Dublino batté in finale Kerry ottenendo il quattordicesimo trionfo della sua storia. I tornei provinciali si disputarono nel 1923, la fase finale nel 1924.

## Semifinali
| Dublino 27 aprile 1924 | Kerry | 1-03 – 1-02 | Cavan | Croke Park |

| Dublino 18 maggio 1924 | Dublino | 1-06 – 1-02 | Mayo | Croke Park |

### Finale
| Dublino 28 settembre 1924 | Dublino | 1-05 – 1-03 | Kerry | Croke Park (18500 spett.) |